# Ansel Adams
Ansel Easton Adams (San Francisco, 20 febbraio 1902 – Carmel-by-the-Sea, 22 aprile 1984) è stato un fotografo statunitense.
È noto per le sue fotografie in bianco e nero di paesaggi dei parchi nazionali americani e come autore di numerosi libri di fotografia, tra cui la trilogia di manuali di tecnica, The Camera, The Negative e The Print. È stato tra i fondatori dell'associazione Gruppo f/64 insieme ad altri maestri come Edward Weston, Willard Van Dyke e Imogen Cunningham. Viene considerato uno dei padri fondatori della fotografia paesaggistica in bianco e nero.

## Biografia e carriera

### I primi approcci alla fotografia
Nasce a San Francisco in una zona vicina al Golden Gate Bridge, unico figlio di Charles Hitchcock Adams, un imprenditore di successo che possedeva una compagnia di assicurazioni ed una fabbrica di prodotti chimici, e Olive Bray. All'età di quattro anni, in seguito al terremoto del 1906 che colpirà duramente San Francisco, cade e si frattura il naso, che gli resterà deforme per tutta la vita. Non ama gli studi scolastici e nel 1914, a dodici anni, inizia a studiare pianoforte per abbandonarlo poi all'età di vent'anni circa. Al contrario fin da piccolo si appassiona alla natura e si perde negli immensi paesaggi americani.
Poco tempo dopo viene colpito dall'influenza chiamata spagnola, che uccise cinquanta milioni di persone in tutto il mondo. Adams ne guarirà, ma nel periodo di degenza sarà costretto a letto per molto tempo senza nulla da fare. Suo padre leggerà molti libri per lui, tra cui In the Heart of the Sierras, scritto a fine ottocento da J.M. Hutchings, è grazie a questo testo, pieno di descrizioni e illustrazioni degli spettacolari paesaggi del parco dello Yosemite in California, che il giovane Adams inizierà a covare il seme che lo renderà uno dei più grandi fotografi della natura. Nel 1916, all'età di 14 anni, durante una vacanza con la sua famiglia allo Yosemite National Park, gli viene regalata la sua prima macchina fotografica, una Kodak Brownie, con questi scatti Adams vince il suo primo premio fotografico. La natura e la fotografia saranno da allora legate per sempre alla sua vita. La passione ambientalista traspare, peraltro, in tutte le sue opere.

### La maturità artistica
Nel 1919 si iscrive al "Sierra Club", una delle più antiche ed importanti organizzazioni ambientaliste americane. Nel 1927 partecipa alla gita annuale del Club, nota come High Trip. In quell'anno pubblica il suo primo portfolio: Parmelian Prints of the High Sierra finanziato da Albert Bender, conosciuto l'anno prima a Berkeley. Guadagnerà circa 4 000 dollari.
Nel 1928 diviene fotografo ufficiale del Sierra Club, ma non lascia la sua passione ambientalista e si dedica anche ad accompagnare le persone che partecipano alle escursioni, che a volte durano settimane, come assistente del direttore di gita. Lo stesso anno sposa Virginia Best, figlia del proprietario del Best's Studio che verrà ereditato dalla figlia nel 1935 alla morte del padre. Lo studio è oggi noto come Ansel Adams Gallery.
Nel 1934 entra nel Consiglio di Amministrazione del Sierra Club e ne resterà membro, insieme alla moglie, per tutta la vita. È autore di molte prime scalate sulla Sierra Nevada. Le sue fotografie sono una testimonianza di quello che erano i parchi nazionali prima degli interventi umani e dei viaggi di massa. Il suo lavoro ha sponsorizzato molti degli scopi del Sierra Club ed ha portato alla luce le tematiche ambientali.
Le fotografie nel libro a tiratura limitata Sierra Nevada: The John Muir Trail, insieme alla sua testimonianza, hanno contribuito ad assicurare la designazione del Sequoia and Kings Canyon come parco nazionale nel 1940. 
Come molti altri fotografi alla sua attività di ricerca artistica Adams dovette affiancare un'attività meramente a fine di sostentamento, vendendo i suoi scatti a chi ne avesse bisogno. Ad esempio nel 1969 vendette il suo scatto “Winter Morning” alla compagnia di Caffè “Hills Brothers”, che usò l'immagine sulle latte di caffè. Oggi le latte sono considerati preziosi oggetti di collezionismo e possono valere fino 1500 dollari.
Prese a cuore la questione dell'internamento dei nippo-americani che seguì l'attacco di Pearl Harbor, tanto che gli venne permesso di visitare il Manzanar War Relocation Center nella Valle di Owens, ai piedi del Monte Williamson. Il saggio fotografico fu dapprima esposto in una mostra in un museo d'arte moderna, il MoMa, e più tardi fu pubblicato col titolo Born Free and Equal: Photographs of the Loyal Japanese-Americans at Manzanar Relocation Center, Inyo County, California ("Nati liberi e uguali: fotografie dei leali nippo-americani al centro di dislocamento Manzanar, Contea di Inyo, California"). Le foto di Adams documentavano le difficili condizioni di vita dei nippo-americani, discriminati e spesso in povertà internati nel Manzanar War Relocation Center, mostrando una forte sensibilità sociale da parte del fotografo. Per questo motivo Adams fu al centro di grosse critiche da parte degli americani più radicali e di parte dell'opinione pubblica. Sempre per questo lavoro ad Adams vennero assegnate tre borse di studio Guggenheim durante la sua carriera.
Nel 1952 insieme ad altri fotografi, fonda la rivista Aperture.
Fu eletto nel 1966 membro dell'American Academy of Arts and Sciences. Nel 1980 il presidente Jimmy Carter lo insignì della medaglia presidenziale della libertà, la più alta onorificenza civile del suo Paese. Carter definì pubblicamente Ansel Adams una "istituzione molto preziosa". Nonostante il successo e i numerosi riconoscimenti, la professione del fotografo non era redditizia, tanto che Adams riuscì a trovare la serenità economica solo negli anni'70, grazie alla vendita dei suoi libri di fotografie. Ansel Adams ha pubblicato anche diversi manuali tecnici. 
Adams diventò pian piano un personaggio pubblico attivo nel dibattito sociale e culturale americano. Spesso risultò una voce scomoda, ad esempio si rifiutò di fare il ritratto presidenziale di Richard Nixon a causa delle posizioni del neoeletto, contrarie alla tutela della natura e disinteressate al tema ambientale. Posizioni condivise anche dal suo successore Ronald Reagan, che il fotografo ha condannato apertamente in una intervista rilasciata per Playboy, pronunciando la frase poi diventata iconica: “Odio Reagan”.

## Dopo la morte
Ansel Adams morì nel 1984. Nella sua vita aveva scattato migliaia di fotografie che aspettava di sviluppare quando avrebbe trovato l'esposizione migliore, ma per poche di queste aveva trovato il tempo per stamparle con la cura che desiderava. Così dopo il decesso i suoi curatori fotografici trovarono migliaia di scatti nascosti negli anfratti della casa, dalle scatole delle scarpe fino ai nascondigli più impensabili, per un totale di oltre 40.000 archivi fotografici. Questa eredità comprende foto di ogni tipo, dai ritratti al paesaggistico e così via. Il suo lavoro venne poi recuperato, ad oggi i diritti di pubblicazione per le fotografie di Adams sono detenuti dagli amministratori dell'Ansel Adams Publishing Rights Trust.
Nel 1984, il "Minarets Wilderness" dell'Inyo National Forest venne ribattezzato "Ansel Adams Wilderness". Il Monte Ansel Adams, una cima di 3 584 metri nella Sierra Nevada, venne così ribattezzato nel 1986.

## Gruppo F/64
Nel 1932, fonda il Group f.64 (gruppo f/64) allo scopo di riunire alcuni fotografi, aderenti alla cosiddetta straight photography (John Paul Edwards, Imogen Cunningham, Preston Holder, Consuelo Kanaga, Alma Lavenson, Sonya Noskowiak, Henry Swift, Willard Van Dyke, ed Edward Weston), nella nuova filosofia fotografica che rinnega il pittorialismo: la foto non deve assomigliare ad un dipinto, e siccome veste canoni espressivi propri, con altrettanta dignità, è in grado di riflettere esattamente ciò che vede l'occhio umano e quindi può immortalare tutta la bellezza della natura, senza modificarla con velleità artistiche. In questo senso, la foto si avvicina molto di più ai principi della “straight photography” (fotografia diretta) ed uno dei punti cardine del gruppo f64 era di non ritoccare le foto, evitando interventi in post produzione, per non intaccare la reale bellezza del paesaggio ritratto.
Il nome del gruppo (f/64), rimanda alla "apertura del diaframma" dell'obiettivo (per grande formato), che avrebbe consentito unire la migliore visibilità dei dettagli dell'ottica, con la tipica profondità di campo dell'occhio umano.

## Stile e innovazioni
Adams ha inventato il sistema zonale, una tecnica che permette ai fotografi di trasporre la luce che essi vedono in specifiche densità sul negativo e sulla carta, ottenendo così un controllo migliore sulle fotografie finite. È anche stato un pioniere dell'idea di "visualizzazione" della stampa finita basata sui valori di luce misurati nella scena che viene fotografata. 
Nelle foto paesaggistiche di Adams è sempre presente una forte sfera emotiva che dona allo scatto forza e intensità.
Dal punto di vista etico Ansel Adams è uno dei primi fotografi a promuovere la "consapevolezza della fotografia", ovvero a sostenere che un singolo scatto non è semplicemente la riproduzione esatta di un paesaggio o un'opera d'arte, ma un vero e proprio atto sociale, capace di mettere il focus su una particolare tematica. La fotografia è quindi uno strumento per parlare di ciò che sta a cuore, per esprimere una denuncia sociale e creare un dibattito produttivo. Gli scatti di Adams sono il frutto di una lunga ricerca, perché un paesaggio diventa lo strumento per comunicare al mondo - e immortalare - qualcosa di importante. Nel suo particolare caso Adams utilizza la sua arte per mostrare la natura e per mettere in evidenza i pericoli del consumismo e di un nuovo stile di vita che non rispetta l'ambiente, all'epoca (anni '60) era solo ai suoi esordi ma già si prospettava pericoloso. Grazie al lavoro di Ansel Adams possiamo vedere ancora oggi com'erano i grandi parchi naturali prima del turismo di massa.

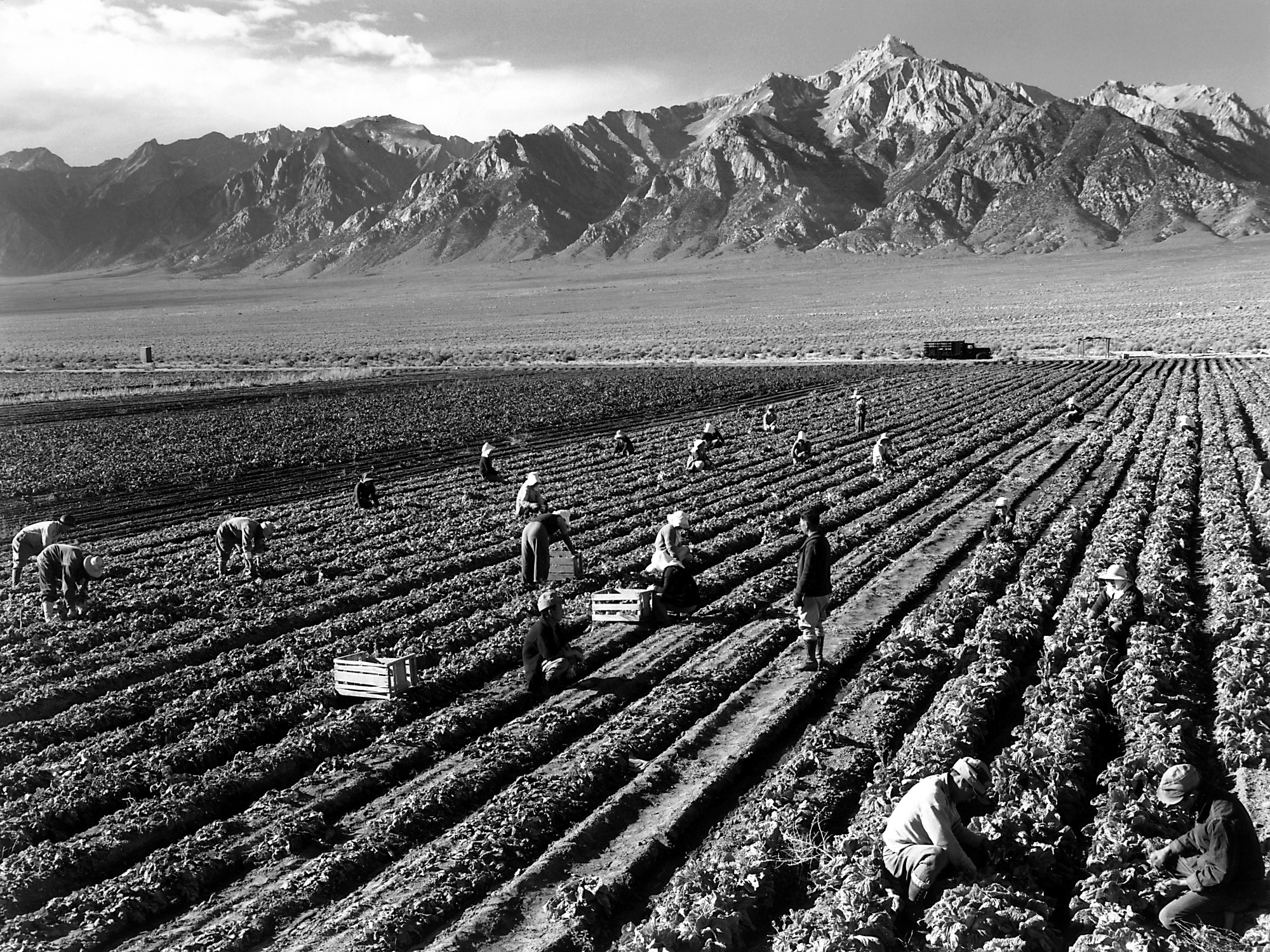
Lavoratori di fronte al Monte Williamson (1943)

## Opere
Foto celebri

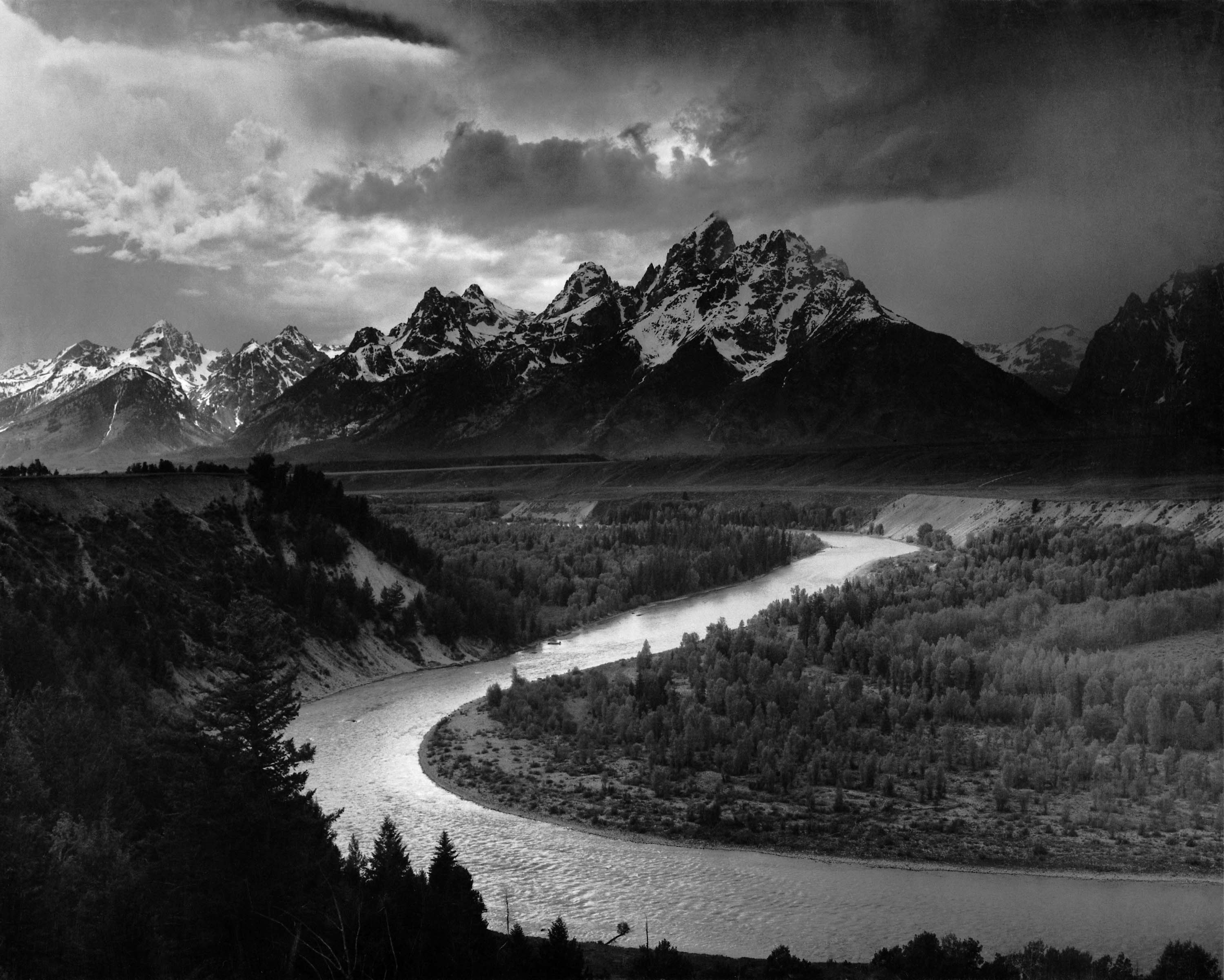
The Tetons and the Snake River (Parco nazionale del Grand Teton, 1942)

- Monolith, The Face of Half Dome, 1927.
- Rose And Driftwood, 1932.
- Clearing Winter Storm, 1940.
- Moon Rise over Hernandez, New Mexico, 1941.[16]
- Ice on Ellery Lake, Sierra Nevada, 1941.
- Georgia O'Keeffe and Orville Cox at Canyon de Chelly
- Aspens, New Mexico, 1958.

Libri fotografici
- America's Wilderness, 1997.
- California, 1997.
- Yosemite, 1995.
- The National Park Photographs, 1995.
- Photographs of the Southwest, 1994.
- Ansel Adams: In Color, 1993.
- Our National Parks, 1992.
- Ansel Adams: Classic Images, 1986.

Libri di tecnica fotografica
- The Camera (La Fotocamera, Zanichelli, I ediz. Nov 1989).
- The Negative (Il Negativo, Zanichelli, I ediz. Ottob. 1987).
- The Print (La Stampa, Zanichelli, I ediz. Nov. 1988).
- Examples: The Making of 40 Photographs

## Riconoscimenti
- 1981 Hasselblad Award[17]